# Edward Somerset (4. hrabia Worcester)
Edward Somerset (ur. ok. 1550, zm. 3 marca 1628) – angielski arystokrata, najstarszy syn Williama Somerseta, 3. hrabiego Worcester i Christian North, córki 1. barona North.
Po śmierci ojca w 1589 r. odziedziczył tytuł 4. hrabiego Worcester i zasiadł w Izbie Lordów. W 1590 r. był ambasadorem w Szkocji. W 1593 r. został odznaczony Orderem Podwiązki. W 1601 r. został Custos Rotulorum hrabstwa Monmouthshire. W latach 1601–1616 był koniuszym królewskim. Od 1602 r. był Lordem Namiestnikiem hrabstw Glamorgan i Monmouthshire. Należał do najbliższych doradców króla Jakuba I. W 1603 r. sprawował funkcję Lorda Marszałka, a w latach 1616–1625 Lorda Tajnej Pieczęci.
W 1606 r. został strażnikiem Great Park. W 1607 r. wybudował w nim rezydencję – Worcester Park House.
W grudniu 1571 r. poślubił lady Elizabeth Hastings (1546 – 24 sierpnia 1621), córkę Francisa Hastingsa, 2. hrabiego Huntingdon i Catherine Pole, córki 1. barona Montagu. Edward i Elizabeth mieli razem piętnaścioro dzieci, m.in.:
- William Somerset (ok. 1575 – ok. 1597), lord Herbert
- Henry Somerset (ok. 1576 – 18 grudnia 1646), 1. markiz Worcester
- Thomas Somerset (1579–1650), 1. wicehrabia Somerset
- Charles Somerset, ożenił się z Elizabeth Powell, miał dzieci
- Catherine Somerset (zm. 6 listopada 1654), żona Thomasa Windsora, 6. barona Windsor, nie miała dzieci
- Blanche Somerset (1583 – 28 października 1649), żona Thomasa Arundella, 2. barona Arundell of Wardour, miała dzieci
- Frances Somerset, żona sir Williama Morgana, 1. baroneta